# Vasselin
Vasselin – miejscowość i gmina we Francji, w regionie Owernia-Rodan-Alpy, w departamencie Isère.
Według danych na rok 1990 gminę zamieszkiwało 239 osób, a gęstość zaludnienia wynosiła 62 os./km² (wśród 2880 gmin regionu Rodan-Alpy Vasselin plasuje się na 1389. miejscu pod względem liczby ludności, natomiast pod względem powierzchni na miejscu 1597.).